# Abchaziens vapen
Abchaziens vapen infördes av utbrytarrepubliken Abchaziens högsta sovjet den 23 juli 1992, vartefter republiken deklarerade sin självständighet från Georgien. Vapnet utgörs av en sköld som delas vertikalt i vitt och grönt. Det gröna symboliserar liv och ungdom, medan det vita symboliserar andlighet. På skölden finns tre stjärnor i guld som representerar solen, liksom förbundet mellan öst och väst.